# Catocala sakaii
Catocala sakaii là một loài bướm đêm trong họ Erebidae.